# 200 West Madison
200 West Madison es un rascacielos en Chicago (Estados Unidos). El edificio se eleva 182 m en el Chicago Loop. Contiene 45 pisos y se completó en 1982. 200 West Madison actualmente se erige como el 52.º edificio más alto de la ciudad. El estudio de arquitectura que diseñó el edificio fue Skidmore, Owings & Merrill, el mismo estudio que diseñó la Torre Willis y el Centro John Hancock asimismo en Chicago, y el Burj Khalifa en Dubái.
El 200 West Madison fue diseñado con un "borde de diente de sierra" e incorpora seis esquinas en la cara sureste del edificio. Así, el edificio cuenta con nueve oficinas esquineras en la mayoría de sus plantas. Originalmente llamado "Madison Plaza", se propuso que el edificio tuviera una torre gemela ubicada en el lote situado al sur de la torre. Sin embargo, los planes para una segunda torre finalmente se abandonaron. Seis años más tarde, en 1988, se propuso la construcción de Miglin-Beitler Skyneedle en el mismo lote, adyacente a 200 West Madison. Los planes requerían una torre de 125 pisos que se elevaría 610 m. Sin embargo, ese plan también fue finalmente cancelado. El lote ahora es el sitio de un estacionamiento.
200 West Madison es la ubicación de Dawn Shadows, una famosa escultura de metal negro creada por Louise Berliawsky Nevelson. La escultura fue traída a la plaza en 1983.

## Inquilinos
United Airlines tuvo una oficina en este edificio.